# Peter Gade
Peter Høeg Gade (* 14. prosince 1976, Aalborg) je bývalý dánský badmintonista a v současnosti trenér. V letech 1998-2001 a krátce roku 2006 byl světovým hráčem č. 1. Roku 1999 vyhrál prestižní All England Open Badminton Championships, nejstarší badmintovový turnaj s podobnou pozicí, jakou má Wimbledon v tenise. Celkem vyhrál 22 turnajů světové série. Pětkrát se stal mistrem Evropy v mužském singlu (1998, 2000, 2004, 2006, 2010), na mistrovství světa dosáhl ve stejné kategorii na stříbro (2001) a čtyřikrát na bronz (1999, 2005, 2010, 2011). Zúčastnil se čtyř olympijských her (2000, 2004, 2008, 2012), ale ani jednou neuspěl. Kariéru ukončil v roce 2012. Roku 2015 se stal hlavním trenérem francouzské badmintonové reprezentace. Jeho manželkou je dánská házenkářka Camilla Høegová, jejíž příjmení přijal ke svému.